# Pradines (Lot)
Pour les articles homonymes, voir Pradines.
Pradines est une commune française, située dans le sud-ouest du département du Lot en région Occitanie.
Elle est également dans le Quercy Blanc, une région naturelle correspondant à la partie méridionale du Quercy, devant son nom à ses calcaires lacustres du Tertiaire.
Exposée à un climat océanique altéré, elle est drainée par le Lot et par divers autres petits cours d'eau. La commune possède un patrimoine naturel remarquable composé de deux zones naturelles d'intérêt écologique, faunistique et floristique.
Pradines est une commune urbaine qui compte 3 600 habitants en 2022, après avoir connu une forte hausse de la population depuis 1962. Elle est dans l'agglomération de Cahors et fait partie de l'aire d'attraction de Cahors. Ses habitants sont appelés les Pradinois ou  Pradinoises.

## Géographie
Commune de l'aire d'attraction de Cahors située dans le Quercy dans le Lot

### Communes limitrophes
Les communes limitrophes sont Cahors, Douelle, Mercuès, Saint-Vincent-Rive-d'Olt et Trespoux-Rassiels.
|                          | Mercuès           |        |
| Douelle                  | Pradines          | Cahors |
| Saint-Vincent-Rive-d'Olt | Trespoux-Rassiels |        |

### Voies de communication et transports
La commune est desservie par le réseau de transports en commun de Cahors, Evidence, dont plusieurs lignes desservent la commune en direction du centre-ville de Cahors.

### Climat
Pour des articles plus généraux, voir Climat de l'Occitanie et Climat du Lot.
En 2010, le climat de la commune est de type climat du Bassin du Sud-Ouest, selon une étude s'appuyant sur une série de données couvrant la période 1971-2000. En 2020, Météo-France publie une typologie des climats de la France métropolitaine dans laquelle la commune est exposée à un climat océanique altéré et est dans la région climatique Aquitaine, Gascogne, caractérisée par une pluviométrie abondante au printemps, modérée en automne, un faible ensoleillement au printemps, un été chaud (19,5 °C), des vents faibles, des brouillards fréquents en automne et en hiver et des orages fréquents en été (15 à 20 jours).
Pour la période 1971-2000, la température annuelle moyenne est de 13,4 °C, avec une amplitude thermique annuelle de 15,9 °C. Le cumul annuel moyen de précipitations est de 853 mm, avec 10,8 jours de précipitations en janvier et 6,2 jours en juillet. Pour la période 1991-2020, la température moyenne annuelle observée sur la station météorologique la plus proche, située sur la commune du Montat à 12 km à vol d'oiseau, est de 13,3 °C et le cumul annuel moyen de précipitations est de 824,6 mm,. Pour l'avenir, les paramètres climatiques de la commune estimés pour 2050 selon différents scénarios d’émission de gaz à effet de serre sont consultables sur un site dédié publié par Météo-France en novembre 2022.

### Milieux naturels et biodiversité

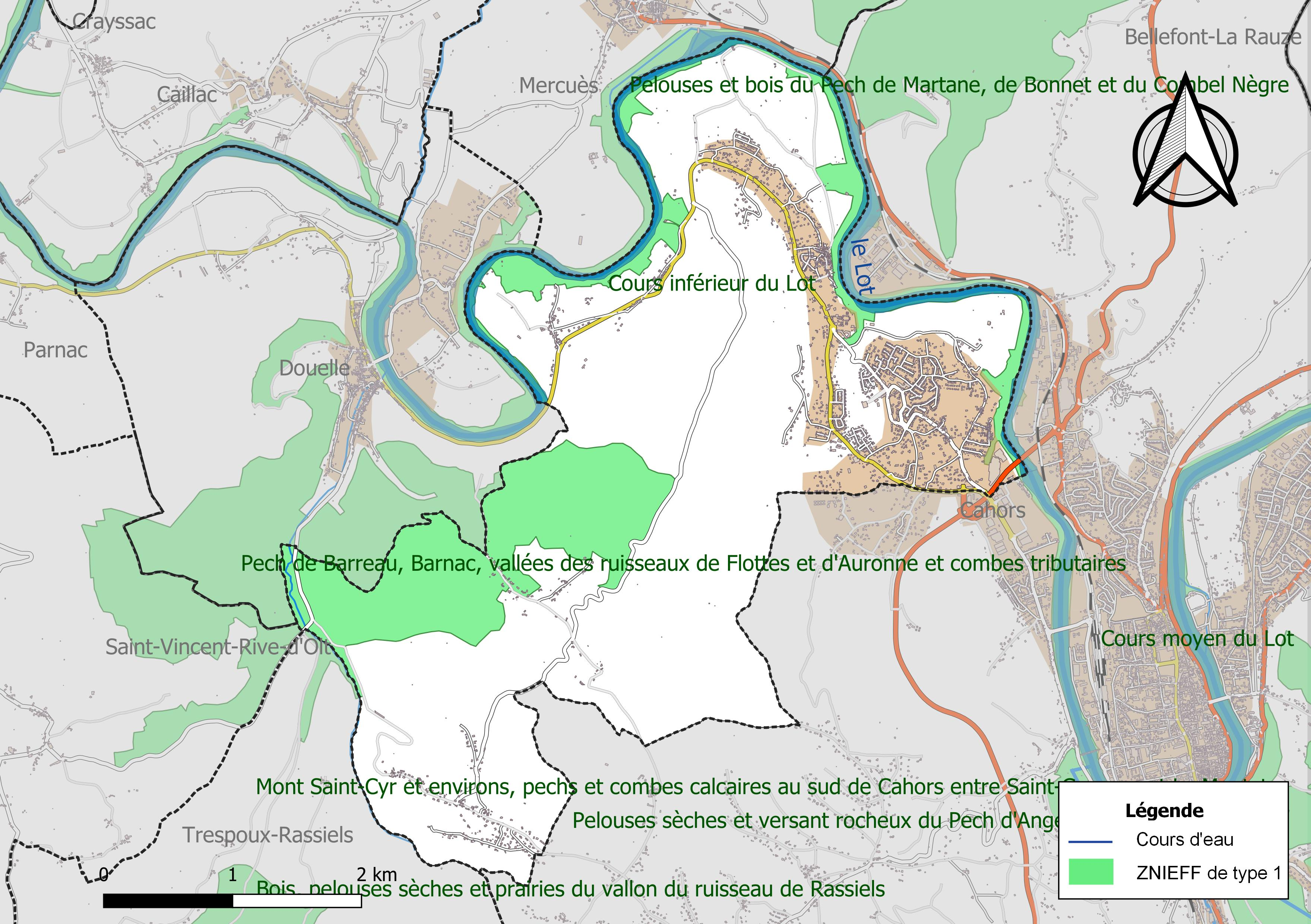
Carte des ZNIEFF de type 1 localisées sur la commune.

L’inventaire des zones naturelles d'intérêt écologique, faunistique et floristique (ZNIEFF) a pour objectif de réaliser une couverture des zones les plus intéressantes sur le plan écologique, essentiellement dans la perspective d’améliorer la connaissance du patrimoine naturel national et de fournir aux différents décideurs un outil d’aide à la prise en compte de l’environnement dans l’aménagement du territoire.
Deux ZNIEFF de type 1 sont recensées sur la commune :
le « cours inférieur du Lot » (1 209 ha), couvrant 25 communes dont 23 dans le Lot et deux dans le Lot-et-Garonne et 
le « pech de Barreau, Barnac, vallées des ruisseaux de Flottes et d'Auronne et combes tributaires » (570 ha), couvrant 4 communes du département.

## Urbanisme

### Typologie
Au 1er janvier 2024, Pradines est catégorisée ceinture urbaine, selon la nouvelle grille communale de densité à sept niveaux définie par l'Insee en 2022.
Elle appartient à l'unité urbaine de Cahors, une agglomération intra-départementale regroupant trois  communes, dont elle est une commune de la banlieue,,. Par ailleurs la commune fait partie de l'aire d'attraction de Cahors, dont elle est une commune de la couronne,. Cette aire, qui regroupe 78 communes, est catégorisée dans les aires de 50 000 à moins de 200 000 habitants,.

### Occupation des sols
L'occupation des sols de la commune, telle qu'elle ressort de la base de données européenne d’occupation biophysique des sols Corine Land Cover (CLC), est marquée par l'importance des forêts et milieux semi-naturels (62,2 % en 2018), en augmentation par rapport à 1990 (58,5 %). La répartition détaillée en 2018 est la suivante : 
forêts (34 %), milieux à végétation arbustive et/ou herbacée (28,2 %), zones urbanisées (16,6 %), terres arables (7,5 %), cultures permanentes (5,9 %), eaux continentales (4,7 %), zones agricoles hétérogènes (3,1 %). L'évolution de l’occupation des sols de la commune et de ses infrastructures peut être observée sur les différentes représentations cartographiques du territoire : la carte de Cassini (XVIIIe siècle), la carte d'état-major (1820-1866) et les cartes ou photos aériennes de l'IGN pour la période actuelle (1950 à aujourd'hui).

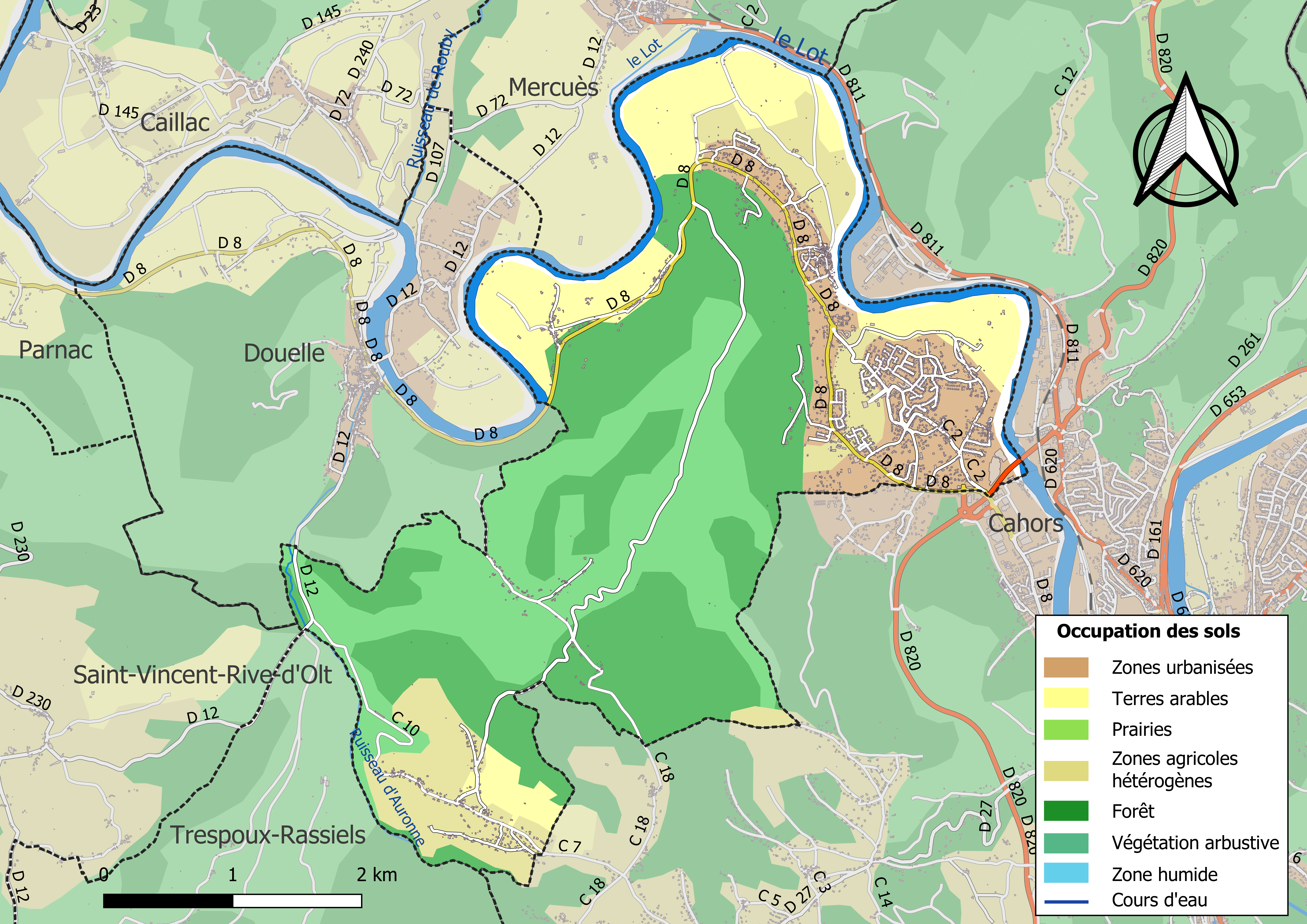
Carte des infrastructures et de l'occupation des sols de la commune en 2018 (CLC).

### Risques majeurs
Le territoire de la commune de Pradines est vulnérable à différents aléas naturels : météorologiques (tempête, orage, neige, grand froid, canicule ou sécheresse), inondations, feux de forêts, mouvements de terrains et séisme (sismicité très faible). Il est également exposé à deux risques technologiques, le transport de matières dangereuses et la rupture d'un barrage. Un site publié par le BRGM permet d'évaluer simplement et rapidement les risques d'un bien localisé soit par son adresse soit par le numéro de sa parcelle.

#### Risques naturels
La commune fait partie du territoire à risques importants d'inondation (TRI) de Cahors, regroupant 14 communes concernées par un risque de débordement du Lot et du ruisseau du Bartassec, un des 18 TRI qui ont été arrêtés fin 2012 sur le bassin Adour-Garonne. L'événement passé le plus significatif est la crue des 9 et 10 mars 1927 où le Lot a atteint 8,90 m à Cahors après une montée très rapide des eaux. Seules les crues de 1783 et 1833 ont dépassé ces valeurs. Les dégâts ont été très importants. Deux crues survenues sur le Bartassec en 1996 et 2010 ont eu un très fort impact sur les activités économiques de l'agglomération de Cahors. Des cartes des surfaces inondables ont été établies pour trois scénarios : fréquent (crue de temps de retour de 10 ans à 30 ans), moyen (temps de retour de 100 ans à 300 ans) et extrême (temps de retour de l'ordre de 1 000 ans, qui met en défaut tout système de protection). La commune a été reconnue en état de catastrophe naturelle au titre des dommages causés par les inondations et coulées de boue survenues en 1982, 1993, 1996, 1999, 2003, 2010 et 2021,.
Pradines est exposée au risque de feu de forêt du fait de la présence sur son territoire du massif de la Moyenne vallée du Lot. Un plan départemental de protection des forêts contre les incendies a été approuvé par arrêté préfectoral le 30 novembre 2015 pour la période 2015-2025. Les propriétaires doivent ainsi couper les broussailles, les arbustes et les branches basses sur une profondeur de 50 mètres, aux abords des constructions, chantiers, travaux et installations de toute nature, situées à moins de 200 mètres de terrains en nature
de bois, forêts, plantations, reboisements, landes ou friches. Le brûlage des déchets issus de l’entretien des parcs et jardins des ménages et des collectivités est interdit. L’écobuage est également interdit, ainsi que les feux de type méchouis et barbecues, à l’exception de ceux prévus dans des installations fixes (non situées sous couvert d'arbres) constituant une dépendance d'habitation.

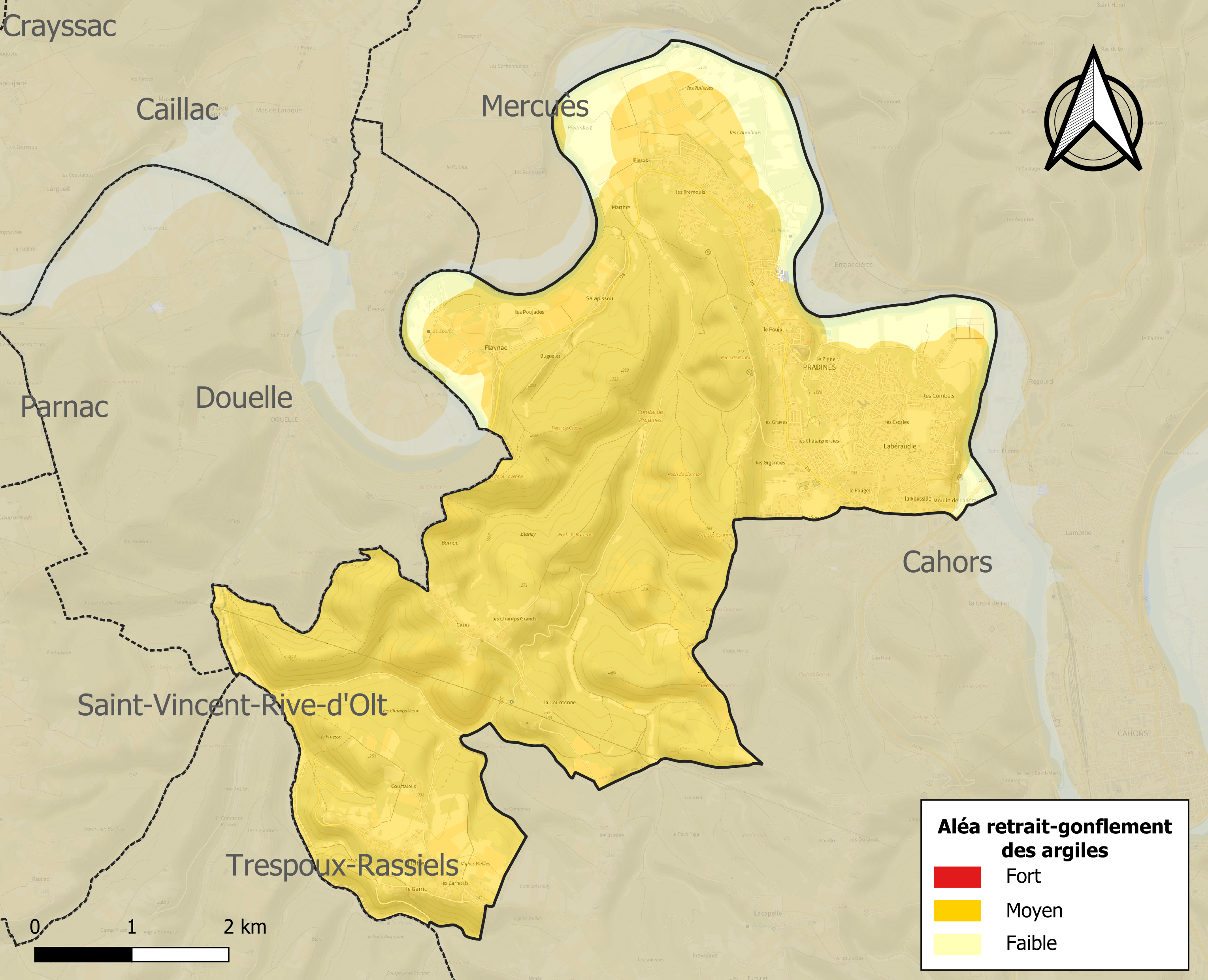
Carte des zones d'aléa retrait-gonflement des sols argileux de Pradines.

Les mouvements de terrains susceptibles de se produire sur la commune sont des affaissements et effondrements liés aux cavités souterraines (hors mines), des éboulements, chutes de pierres et de blocs et des tassements différentiels. Par ailleurs, afin de mieux appréhender le risque d’affaissement de terrain, l'inventaire national des cavités souterraines permet de localiser celles situées sur la commune.
Le retrait-gonflement des sols argileux est susceptible d'engendrer des dommages importants aux bâtiments en cas d’alternance de périodes de sécheresse et de pluie. 90,3 % de la superficie communale est en aléa moyen ou fort (67,7 % au niveau départemental et 48,5 % au niveau national). Sur les 1 433 bâtiments dénombrés sur la commune en 2019, 1 399 sont en aléa moyen ou fort, soit 98 %, à comparer aux 72 % au niveau départemental et 54 % au niveau national. Une cartographie de l'exposition du territoire national au retrait gonflement des sols argileux est disponible sur le site du BRGM,.
Par ailleurs, afin de mieux appréhender le risque d’affaissement de terrain, l'inventaire national des cavités souterraines permet de localiser celles situées sur la commune.
Concernant les mouvements de terrains, la commune a été reconnue en état de catastrophe naturelle au titre des dommages causés par la sécheresse en 1989 et 2017 et par des mouvements de terrain en 1999.

#### Risques technologiques
Le risque de transport de matières dangereuses sur la commune est lié à sa traversée par une route à fort trafic. Un accident se produisant sur une telle infrastructure est susceptible d’avoir des effets graves sur les biens, les personnes ou l'environnement, selon la nature du matériau transporté. Des dispositions d’urbanisme peuvent être préconisées en conséquence.
La commune est en outre située en aval des barrages de Grandval et de Sarrans, des ouvrages de classe A disposant d'une retenue de respectivement 270,6 millions et 296 millions de mètres cubes,. À ce titre elle est susceptible d’être touchée par l’onde de submersion consécutive à la rupture d'un de ces ouvrages.

## Toponymie
Le toponyme Pradines est, selon André Soutou, dérivé de l'occitan prada, lui-même du latin pratum qui signifie pré. D'après F. Mistral (TDF), pradinas signifierait "mauvais pré" mais cette explication ne convient pas ici à cause de l'accent sur -di- et non sur la syllabe finale ; il s'agit plutôt de l'ancien occitan pradina, diminutif, "petit pré".
Pour Gaston Bazalgues, une forme ancienne, Pardinas, serait issue de parietenae qui qualifie une muraille à vocation défensive, ce qui serait confirmé par le site, mais il s'agit en réalité d'une erreur du copiste en forme de métathèse ra => ar.
Il y a deux autres communes françaises nommées Pradines dans la Loire et la Corrèze.

## Histoire
Après la conquête romaine, de riches habitants, devenus citoyens de Rome, édifièrent probablement à Pradines de somptueuses villas. Une légende rapporte que l’un de ces notables fut converti au christianisme par le premier apôtre du Quercy, saint Martial. L’église qui porte le nom du saint, aurait été bâtie à l’emplacement de cette maison. Pradines devint  dès lors un lieu de pèlerinage très fréquenté durant plusieurs siècles. Comme Cahors, Pradines fut saccagée par les Vandales (277 et 407), les Goths (414), les Francs conduits par Théodobert, fils de Chilpéric en 574.
Selon le site la ville, et les apports de Claude Lufeaux et de Philippe Deladerrière, historiens, source essentielle des éléments de ce chapitre, le plus ancien document où Pradines et Flaynac sont cités, est le testament d’un archidiacre de Cahors nommé Benjamin, daté de 945. Dans ce texte, ce propriétaire fait donation d’une grande partie de ses biens, dont l’église Saint-Martial et ses revenus, au chapitre de la cathédrale de Cahors. Les évêques de Cahors possédaient, à Pradines, une maison de campagne où vers la fin du XIIIe siècle ils firent bâtir un château fort qu'ils habitèrent jusqu'au XVIe siècle, avant de décider de se fixer sur l'autre rive du Lot, en face, au château de Mercuès.
En 1246, l’évêque Géraud V Barasc, pour se libérer d'importantes dettes qu’il avait contractées, céda à un certain Arnauld Béraldi les fiefs de Pradines et de Cessac, mais conserva son droit de justice. Le banquier Béraldi appartenait à une ancienne famille de banquiers cahorsins, qui a donné son nom au proche village de Labéraudie où il avait des biens très importants. Pendant la guerre de Cent Ans, les grandes compagnies anglo-gasconnes firent quatre fois le siège de Pradines, mais celle-ci ne tomba jamais entre leurs mains. Elles laissèrent cependant un pays ruiné. Le pape Jean XXII (1244-1334), alors Jacques Duèze, venait souvent, enfant, dans la propriété de sa famille Béraldi à Pradines.
En 1470, l'évêque de Cahors, Antoine d'Alamand donna ses coutumes aux habitants de Pradines. L’église fut reconstruite.
Au cours des XVIIe et XVIIIe siècles, Pradines devient la métairie des puissants (hommes de loi, magistrats de la Cour des Aides...) et des riches bourgeois de Cahors qui achètent des terres et les font produire par les agriculteurs de Pradines. (Voir à ce sujet le livre de Françoise Auricoste)
Avec la Révolution, le clocher fut démoli, les biens ecclésiastiques vendus aux enchères et partagés entre les habitants.
En 1850, l’agriculture semblait être le revenu essentiel de la commune, où ne sont mentionnés qu’un moulin à vent et deux tuileries. À Labéraudie et à Pradines, où le sol est le plus riche, on cultivait  du tabac, du maïs, des légumes, du froment. À Flaynac, il y avait aussi du tabac, de « belles moissons », des bois et aussi des vignes, des arbres fruitiers, et on cultivait des melons. Flottes, en  terrains calcaires sensibles à la sécheresse, exploitait des vignes, des bois de taillis, du maïs et du froment.
Les limites de la commune ne furent arrêtées qu'en 1860. La commune est ainsi divisée en quatre sections : Pradines, Labéraudie, Flaynac, Flottes : il avait fallu plus d'un demi-siècle pour régler un point litigieux avec la commune de Douelle, dont un côté de rue et des terrains situés au sud faisaient partie de Pradines.
Un document de 1880 présente une commune essentiellement agricole, vivant dans une relative aisance. Cette situation se maintint jusqu’à la fin du XIXe siècle, mais la population diminua, attirée par la ville et le travail qu’on y trouvait alors. La crise du phylloxéra en 1876-1877 ne fit qu'accentuer ce problème ; de 1 300 habitants en 1836, la population passe à 1 120 habitants au recensement de 1876. Il est fait état alors d’une commune sans mairie, sans maison d’école, ni logement pour l’instituteur.En 1940 la ville fut presque touché par une bombe Allemande lancé sur Cahors l une des bombe arriva dans le lot ce qui fait la plus grande crue la plus grande de Pradines toute la plaine du bourg fut inondé . Sous le Régime de Vichy la ville de Pradines fut annexer par Cahors sous le nom de Prahurs à la fin de la Seconde Guerre mondiale Pradines était une comune comme  Lacapelle.

## Politique et administration

### Liste des maires
| Période                                  | Période                   | Identité                          | Étiquette | Qualité |
| ---------------------------------------- | ------------------------- | --------------------------------- | --------- | --- |
| Les données manquantes sont à compléter. |                           |                                   |           | |
| 1792                                     | 1808                      | Antoine Simonis                   |           | |
| 1808                                     | 1814                      | M. d'Ebrard                       |           | |
| 1814                                     | 1816                      | Jean Marcilhac                    |           | |
| 1816                                     | 1819                      | Antoine Carriol                   |           | |
| 1819                                     | 1830                      | Joseph Chanut                     |           | |
| 1830                                     | 1833                      | François Antonin Agou             |           | |
| 1833                                     | 1852                      | Joseph Pillat                     |           | |
| 1852                                     | 1864                      | H. Delfraysse                     |           | |
| 1864                                     | 1874                      | François Victor Lagarrigue        |           | |
| 1874                                     | 1879                      | François Miquel                   |           | |
| 1879                                     | 1894                      | Jean Pierre Charles Julien Pillat |           | |
| 1894                                     | 1902                      | Charles Pillat                    |           | |
| Les données manquantes sont à compléter. |                           |                                   |           | |
| mars 1977                                | mars 2008                 | Jean-Jacques Coudoin              | PS        | |
| mars 2008                                | mars 2014                 | Didier Mercereau                  | PS        | Retraité de la CAF |
| mars 2014                                | En cours (au 25 mai 2020) | Denis Marre                       | DVD       | Directeur général retraité Conseiller départemental de Cahors-1 (2015 → ) Vice-président du Grand Cahors Officier du Mérite agricole, chevalier de la Légion d'honneur |

## Démographie
L'évolution du nombre d'habitants est connue à travers les recensements de la population effectués dans la commune depuis 1793. Pour les communes de moins de 10 000 habitants, une enquête de recensement portant sur toute la population est réalisée tous les cinq ans, les populations de référence des années intermédiaires étant quant à elles estimées par interpolation ou extrapolation. Pour la commune, le premier recensement exhaustif entrant dans le cadre du nouveau dispositif a été réalisé en 2004.

En 2022, la commune comptait 3 600 habitants, en évolution de +5,29 % par rapport à 2016 (Lot : +1,31 %, France hors Mayotte : +2,11 %).
| 1793  | 1800  | 1806  | 1821  | 1831  | 1836  | 1841  | 1846  | 1851  |
| ----- | ----- | ----- | ----- | ----- | ----- | ----- | ----- | ----- |
| 1 103 | 1 189 | 1 166 | 1 201 | 1 208 | 1 300 | 1 298 | 1 288 | 1 187 |

| 1856  | 1861  | 1866  | 1872  | 1876  | 1881  | 1886 | 1891 | 1896 |
| ----- | ----- | ----- | ----- | ----- | ----- | ---- | ---- | ---- |
| 1 166 | 1 172 | 1 191 | 1 138 | 1 120 | 1 073 | 990  | 951  | 864  |

| 1901 | 1906 | 1911 | 1921 | 1926 | 1931 | 1936 | 1946 | 1954 |
| ---- | ---- | ---- | ---- | ---- | ---- | ---- | ---- | ---- |
| 782  | 767  | 677  | 597  | 573  | 543  | 511  | 489  | 542  |

| 1962 | 1968 | 1975  | 1982  | 1990  | 1999  | 2004  | 2006  | 2009  |
| ---- | ---- | ----- | ----- | ----- | ----- | ----- | ----- | ----- |
| 602  | 703  | 1 206 | 2 307 | 2 941 | 3 125 | 3 158 | 3 131 | 3 409 |

| 2014  | 2019  | 2022  | - | - | - | - | - | - |
| ----- | ----- | ----- | - | - | - | - | - | - |
| 3 433 | 3 562 | 3 600 | - | - | - | - | - | - |

| selon la population municipale des années : | 1968 | 1975 | 1982 | 1990 | 1999 | 2006 | 2009 | 2013 |
| Rang de la commune dans le département      | 34   | 16   | 7    | 7    | 7    | 7    | 7    | 7    |
| Nombre de communes du département           | 340  | 340  | 340  | 340  | 340  | 340  | 340  | 340  |

## Économie

### Revenus
En 2018, la commune compte 1 602 ménages fiscaux, regroupant 3 585 personnes. La médiane du revenu disponible par unité de consommation est de 21 820 € (20 740 € dans le département). 51 % des ménages fiscaux sont imposés (44,9 % dans le département).

### Emploi
|                | 2008  | 2013  | 2018   |
| -------------- | ----- | ----- | ------ |
| Commune        | 7,4 % | 10 %  | 10,9 % |
| Département    | 7,3 % | 8,9 % | 9,6 %  |
| France entière | 8,3 % | 10 %  | 10 %   |

En 2018, la population âgée de 15 à 64 ans s'élève à 1 966 personnes, parmi lesquelles on compte 74,7 % d'actifs (63,8 % ayant un emploi et 10,9 % de chômeurs) et 25,3 % d'inactifs,. En  2018, le taux de chômage communal (au sens du recensement) des 15-64 ans est supérieur à celui de la France et du département, alors qu'il était inférieur à celui de la France en 2008.
La commune fait partie de la couronne de l'aire d'attraction de Cahors, du fait qu'au moins 15 % des actifs travaillent dans le pôle,. Elle compte 727 emplois en 2018, contre 661 en 2013 et 586 en 2008. Le nombre d'actifs ayant un emploi résidant dans la commune est de 1 271, soit un indicateur de concentration d'emploi de 57,2 % et un taux d'activité parmi les 15 ans ou plus de 51 %.
Sur ces 1 271 actifs de 15 ans ou plus ayant un emploi, 242 travaillent dans la commune, soit 19 % des habitants. Pour se rendre au travail, 88,4 % des habitants utilisent un véhicule personnel ou de fonction à quatre roues, 3,2 % les transports en commun, 5,2 % s'y rendent en deux-roues, à vélo ou à pied et 3,2 % n'ont pas besoin de transport (travail au domicile).

### Activités hors agriculture

#### Secteurs d'activités
184 établissements sont implantés  à Pradines au 31 décembre 2019. Le tableau ci-dessous en détaille le nombre par secteur d'activité et compare les ratios avec ceux du département,.
| Secteur d'activité                                                                                        | Commune | Commune | Département |
| Secteur d'activité                                                                                        | Nombre  | %       | %           |
| --- | ------- | ------- | ----------- |
| Ensemble                                                                                                  | 184     | 100 %   | (100 %)     |
| Industrie manufacturière, industries extractives et autres                                                | 10      | 5,4 %   | (14 %)      |
| Construction                                                                                              | 23      | 12,5 %  | (13,9 %)    |
| Commerce de gros et de détail, transports, hébergement et restauration                                    | 39      | 21,2 %  | (29,9 %)    |
| Information et communication                                                                              | 6       | 3,3 %   | (1,8 %)     |
| Activités financières et d'assurance                                                                      | 6       | 3,3 %   | (2,8 %)     |
| Activités immobilières                                                                                    | 3       | 1,6 %   | (3,5 %)     |
| Activités spécialisées, scientifiques et techniques et activités de services administratifs et de soutien | 31      | 16,8 %  | (13,5 %)    |
| Administration publique, enseignement, santé humaine et action sociale                                    | 45      | 24,5 %  | (12 %)      |
| Autres activités de services                                                                              | 21      | 11,4 %  | (8,7 %)     |

Le secteur de l'administration publique, l'enseignement, la santé humaine et l'action sociale est prépondérant sur la commune puisqu'il représente 24,5 % du nombre total d'établissements de la commune (45 sur les 184 entreprises implantées  à Pradines), contre 12 % au niveau départemental.

#### Entreprises et commerces
Les cinq entreprises ayant leur siège social sur le territoire communal qui génèrent le plus de chiffre d'affaires en 2020 sont : 
- Orcom Quercy, activités comptables (2 620 k€)
- SARL Ceterc, ingénierie, études techniques (1 032 k€)
- Loc Prestige-Tmt Web, transports routiers de fret de proximité (538 k€)
- LB Accession, promotion immobilière de logements (376 k€)
- SAS Bozonet Et Fils, réparation d'appareils électroménagers et d'équipements pour la maison et le jardin (98 k€)

#### Viticulture
Pradines est une commune viticole du vignoble du Sud-Ouest, elle se situe sur les aires géographiques de l'AOC Cahors, de l'IGP Comté Tolosan et de l'IGP Côtes du Lot.

### Agriculture
|               | 1988 | 2000 | 2010 | 2020 |
| ------------- | ---- | ---- | ---- | ---- |
| Exploitations | 31   | 18   | 8    | 4    |
| SAU (ha)      | 262  | 254  | 215  | 49   |

La commune est dans la vallée du Lot », une petite région agricole s'étendant d'est en ouest et de part et d'autre du cours du Lot, particulièrement réputée pour ses vignes, celles du vignoble de Cahors plus précisément. En 2020, l'orientation technico-économique de l'agriculture  sur la commune est la viticulture. Quatre exploitations agricoles ayant leur siège dans la commune sont dénombrées lors du recensement agricole de 2020 (31 en 1988). La superficie agricole utilisée est de 49 ha,,.

## Culture locale et patrimoine

### Lieux et monuments
Pradines dispose de quatre églises historiques et d'un château :
- L'église Saint-Martial de Pradines. L'édifice est référencé dans la base Mérimée et à l'Inventaire général de la région Occitanie[43]. La peinture monumentale référencée dans la base Palissy[43]. Cette église des XIe et XIIe siècles, a été construite sur des bases préromanes. Elle est située à l’écart du bourg, dans l’enceinte d’un cimetière planté de cyprès. L'église est orientée vers l'est. Cette église est consacrée à saint Martial, ermite qui aurait vécu dans une grotte. Un pèlerinage en l'honneur de saint Martial amenait en ces lieux de nombreux pèlerins au Moyen Âge.
- L'église Saint-Blaise de Flottes.
- L'église Saint-Sébastien de Flaynac.
- L'église Sainte-Croix de Labéraudie.
- Chapelle de Flaynac.
- Le Château de la Roussille.

### Personnalités liées à la commune
- Jean-Pierre Ramel (1768-1815), général d'Empire, possédait une propriété à Pradines, à Pissobi, face au château de Mercuès ;
- Marcelle Capy (1891-1962), journaliste, écrivaine et militante syndicaliste, est décédée à Pradines. Une place de la ville porte son nom ;
- Gaston Monnerville (1897-1991), homme politique français, a résidé à Pradines ;
- Eugène Pujol (1899-1986), peintre, a vécu à Labéraudie ;
- Jeanne Herviale (1908-1989), de son vrai nom Jeanne Blanche Charlotte Charrier, actrice française parfois créditée sous le nom de Jeanine Herviale, est décédée à Pradines.

### Héraldique
| Blason de Pradines | Blason  | D’or à deux lions léopardés de gueules l’un au-dessus de l’autre; à la bordure de sinople chargée de huit besants d’argent. |
| Blason de Pradines | Détails | Le statut officiel du blason reste à déterminer.                                                                            |

#### Description
« D’or, à deux lions, passants de Gueules, à la bordure de sinople, chargée de Huit Besants d’argent » tel est le blason de Pradines. Tel était celui de la famille Beraldi.
En 1246, Arnaud Béraldi, appartenait à une vieille famille cadurcienne. Ce riche banquier et sa succession devinrent co-seigneurs de Pradines avec les évêques de Cahors. Par la suite un de ses descendants, le seigneur Arnaud de Béraldi s’illustra au cours de la guerre de Cent Ans en 1345/1384. C'est cette famille qui donna son nom au village de Labéraudie où la famille possédait, des terres et deux châteaux.
Ce blason fut adopté par délibération du conseil municipal - en 1988 ? -. Il est la quasi-reproduction des armoiries d'Arnaud de Béraldi.

#### Nouveau logo
En 2011, la municipalité a décidé d'appliquer en mars un nouveau logo pour la ville. Ce logo, créé par Sylvain Andraud, s'appuie sur les représentations géographiques de la vallée et du causse, le concept d'un berceau lové dans la courbe du Lot et l'idée de la nature symbolisée par la feuille de chêne. Des nervures renvoient aux trois  les hameaux de Pradines. La couleur rouge illustre le dynamisme; le vert, la nature omniprésente à  Pradines et dans ses alentours. "La créativité de ce logo évoque un mouvement dynamique d'ouverture vers l'environnement et l'avenir. Quant à la devise « Une ville à la campagne », elle a été conservée, gage de continuité et d'un projet urbanistique respectueux de l'environnement" expliquent les concepteurs de ce logo.

#### Site de l'Insee
1. ↑  « La grille communale de densité », sur le site de l'Insee, 28 mai 2024 (consulté le 28 juin 2024).
2. ↑  « Unité urbaine 2020 de Cahors », sur le site de l'Insee (consulté le 28 juin 2024).
3. 1 2  Insee, « Métadonnées de la commune de Pradines ».
4. ↑  « Liste des communes composant l'aire d'attraction de Cahors », sur le site de l'Insee (consulté le 28 juin 2024).
5. ↑  Marie-Pierre de Bellefon, Pascal Eusebio, Jocelyn Forest, Olivier Pégaz-Blanc et Raymond Warnod (Insee), « En France, neuf personnes sur dix vivent dans l’aire d’attraction d’une ville », sur le site de l'Insee, 21 octobre 2020 (consulté le 28 juin 2024).
6. ↑  « REV T1 - Ménages fiscaux de l'année 2018 à Pradines » (consulté le 5 février 2022).
7. ↑  « REV T1 - Ménages fiscaux de l'année 2018 dans le Lot » (consulté le 5 février 2022).
8. 1 2  « Emp T1 - Population de 15 à 64 ans par type d'activité en 2018 à Pradines » (consulté le 5 février 2022).
9. ↑  « Emp T1 - Population de 15 à 64 ans par type d'activité en 2018 dans le Lot » (consulté le 5 février 2022).
10. ↑  « Emp T1 - Population de 15 à 64 ans par type d'activité en 2018 dans la France entière » (consulté le 5 février 2022).
11. ↑  « Base des aires d'attraction des villes 2020 », sur site de l'Insee (consulté le 10 avril 2021).
12. ↑  « Emp T5 - Emploi et activité en 2018 à Pradines » (consulté le 5 février 2022).
13. ↑  « ACT T4 - Lieu de travail des actifs de 15 ans ou plus ayant un emploi qui résident dans la commune en 2018 » (consulté le 5 février 2022).
14. ↑  « ACT G2 - Part des moyens de transport utilisés pour se rendre au travail en 2018 » (consulté le 5 février 2022).
15. ↑  « DEN T5 - Nombre d'établissements par secteur d'activité au 31 décembre 2019 à Pradines » (consulté le 14 février 2022).
16. ↑  « DEN T5 - Nombre d'établissements par secteur d'activité au 31 décembre 2019 dans le Lot » (consulté le 14 février 2022).

#### Autres sources
1. ↑  Carte IGN sous Géoportail
2. 1 2  Daniel Joly, Thierry Brossard, Hervé Cardot, Jean Cavailhes, Mohamed Hilal et Pierre Wavresky, « Les types de climats en France, une construction spatiale », Cybergéo, revue européenne de géographie - European Journal of Geography, no 501,‎ 18 juin 2010 (DOI 10.4000/cybergeo.23155, lire en ligne, consulté le 14 novembre 2023)
3. ↑  « Zonages climatiques en France métropolitaine. », sur pluiesextremes.meteo.fr (consulté le 14 novembre 2023).
4. ↑  « Orthodromie entre Pradines et Le Montat », sur fr.distance.to (consulté le 14 novembre 2023).
5. ↑  « Station Météo-France « Le Montat » (commune du Le Montat) - fiche climatologique - période 1991-2020 », sur donneespubliques.meteofrance.fr (consulté le 14 novembre 2023).
6. ↑  « Station Météo-France « Le Montat » (commune du Le Montat) - fiche de métadonnées. », sur donneespubliques.meteofrance.fr (consulté le 14 novembre 2023).
7. ↑  « Climadiag Commune : diagnostiquez les enjeux climatiques de votre collectivité. », sur meteofrance.fr, novembre 2022 (consulté le 14 novembre 2023).
8. ↑  « Liste des ZNIEFF de la commune de Pradines », sur le site de l'Inventaire national du patrimoine naturel (consulté le 2 septembre 2021).
9. ↑  « ZNIEFF le « cours inférieur du Lot » - fiche descriptive », sur le site de l'inventaire national du patrimoine naturel (consulté le 2 septembre 2021).
10. ↑  « ZNIEFF le « pech de Barreau, Barnac, vallées des ruisseaux de Flottes et d'Auronne et combes tributaires » - fiche descriptive », sur le site de l'inventaire national du patrimoine naturel (consulté le 2 septembre 2021).
11. ↑  « CORINE Land Cover (CLC) - Répartition des superficies en 15 postes d'occupation des sols (métropole). », sur le site des données et études statistiques du ministère de la Transition écologique. (consulté le 14 avril 2021).
12. 1 2 3  « Les risques près de chez moi - commune de Pradines », sur Géorisques (consulté le 17 octobre 2022).
13. ↑  BRGM, « Évaluez simplement et rapidement les risques de votre bien », sur Géorisques (consulté le 13 septembre 2022).
14. ↑  « Liste des territoires à risque important d'inondation (TRI) de 2012 sur le bassin Adour-Garonne »(Archive.org • Wikiwix • Archive.is • Google • Que faire ?), sur occitanie.developpement-durable.gouv.fr (consulté le 13 septembre 2022).
15. ↑  « cartographie des risques d'inondations du TRI de Cahors », sur occitanie.developpement-durable.gouv.fr (consulté le 13 septembre 2022).
16. ↑  « Dossier départemental des risques majeurs dans le Lot », sur lot.gouv.fr (consulté le 13 septembre 2022), partie 1 -  chapitre Risque inondation.
17. ↑  « Dossier départemental des risques majeurs dans le Lot », sur lot.gouv.fr (consulté le 13 septembre 2022).
18. ↑  « Dossier départemental des risques majeurs dans le Lot », sur lot.gouv.fr (consulté le 13 septembre 2022), chapitre Mouvements de terrain.
19. 1 2  « Liste des cavités souterraines localisées sur la commune de Pradines », sur georisques.gouv.fr (consulté le 13 septembre 2022).
20. ↑  « Retrait-gonflement des argiles », sur le site de l'observatoire national des risques naturels (consulté le 13 septembre 2022).
21. ↑  « Dossier départemental des risques majeurs dans le Lot », sur lot.gouv.fr (consulté le 13 septembre 2022), chapitre Risque transport de matières dangereuses.
22. ↑  Article R214-112 du code de l’environnement
23. ↑  « barrage de Grandval », sur barrages-cfbr.eu (consulté le 13 septembre 2022).
24. ↑  « barrage de Sarrans », sur barrages-cfbr.eu (consulté le 13 septembre 2022).
25. ↑  « Dossier départemental des risques majeurs dans le Lot », sur lot.gouv.fr (consulté le 13 septembre 2022), chapitre Risque rupture de barrage.
26. ↑  Gaston Bazalgues et Jacqueline Bazalgues, À la découverte des noms de lieux du Quercy et des communes du Lot : Toponymie lotoise, Aubenas, Gourdon : Éditions de la Bouriane et du Quercy, juin 2002, 133 p. (ISBN 2-910540-16-2, BNF 40220401), p. 62, 118.
27. ↑  Pradines :;Accueil;- Commune de Pradines, Pays de Cahors, Lot 46090
28. ↑    - Histoire de Pradines. Le village devenu ville au bord du Lot  de Françoise Auricoste, avec Claude Lufeaux), préface de Didier Mercereau. Avant-propos d'Agnès Sevrin-Cance. Édité par la mairie de Pradines. 2013.  (ISBN 978-2-9546041-0-7).
29. ↑  « Les maires de Pradines », sur Site francegenweb, 19 février 2011 (consulté le 18 juillet 2018).
30. ↑  L'organisation du recensement, sur insee.fr.
31. ↑  Calendrier départemental des recensements, sur insee.fr.
32. ↑  Des villages de Cassini aux communes d'aujourd'hui sur le site de l'École des hautes études en sciences sociales.
33. ↑  Fiches Insee - Populations de référence de la commune pour les années 2006, 2007, 2008, 2009, 2010, 2011, 2012, 2013, 2014, 2015, 2016, 2017, 2018, 2019, 2020, 2021 et 2022.
34. 1 2 3 4 5  INSEE, « Population selon le sexe et l'âge quinquennal de 1968 à 2012 (1990 à 2012 pour les DOM) », sur insee.fr, 15 octobre 2015 (consulté le 10 janvier 2016).
35. ↑  INSEE, « Populations légales 2006 des départements et des collectivités d'outre-mer », sur insee.fr, 1er janvier 2009 (consulté le 8 janvier 2016).
36. ↑  INSEE, « Populations légales 2009 des départements et des collectivités d'outre-mer », sur insee.fr, 1er janvier 2012 (consulté le 8 janvier 2016).
37. ↑  INSEE, « Populations légales 2013 des départements et des collectivités d'outre-mer », sur insee.fr, 1er janvier 2016 (consulté le 8 janvier 2016).
38. ↑  « Entreprises à Pradines », sur entreprises.lefigaro.fr (consulté le 14 février 2022).
39. ↑  Placido Llorca, « La commune viticole de Pradines », sur Vin Vigne, 2012 (consulté le 7 novembre 2012).
40. ↑  « Les régions agricoles (RA), petites régions agricoles(PRA) - Année de référence : 2017 », sur agreste.agriculture.gouv.fr (consulté le 14 février 2022).
41. ↑  Présentation des premiers résultats du recensement agricole 2020, Ministère de l’agriculture et de l’alimentation, 10 décembre 2021
42. ↑  « Fiche de recensement agricole - Exploitations ayant leur siège dans la commune de Pradines - Données générales », sur recensement-agricole.agriculture.gouv.fr (consulté le 14 février 2022).
43. 1 2  « Église paroissiale Saint-Martial », sur pop.culture.gouv.fr (consulté le 8 juin 2021).

Le site de la ville de Pradines est la source essentielle des informations historiques, patrimoniales, héraldiques de cette page, avec notamment le articles des historiens Claude Lufeaux et Philippe Deladerrière.